# Danny In 't Ven
Danny In 't Ven (Turnhout, 6 augustus 1968) is een Belgisch voormalig wielrenner. Momenteel werkt hij bij Trek-Segafredo als chauffeur. In 't Ven was beroepsrenner tussen 1992 en 1993. Hij won twee keer de Ronde van Luik.

## Belangrijkste overwinningen
1986
- Belgisch Kampioenschap tijdrijden (junioren)

1990
- Belgisch Kampioenschap tijdrijden (elite zonder contract)

1991
- Belgisch Kampioenschap tijdrijden (elite zonder contract)
- 2e etappe b Ronde van Luik
- 5e etappe b Ronde van de Kempen

1992
- 3e etappe b Tour de L'Essonne
- Eindklassement Tour de L'Essonne
- Proloog, 3e en 8e etappe Milk Race

1994
- Boucles de l'Artois

1995
- Eindklassement Tweedaagse van de Gaverstreek
- 1e etappe Triptyque Ardennaise

1996
- 1e en 6e etappe Ronde van Luik
- Eindklassement Ronde van Luik

1997
- Belgisch Kampioenschap op de weg (elite zonder contract)
- Trofee Jong Maar Moedig

1999
- 4e etappe Ronde van Luik
- Proloog Ronde van de Provincie Antwerpen

1999
- 6e etappe Ronde van Luik
- Eindklassement Ronde van Luik

Beelen ·  
Biets · 
Botteldoorn ·
Bouillon ·
Coppens ·
Dauwe ·  
De Muynck ·   
Desbiens ·
Dexters ·
Eeckhout ·
Evenepoel ·
Haghedooren ·
Heynderickx ·
Huygens ·
In 't Ven ·
Lacressonnière · 
Lapage ·
Melsen · 
Pattyn · 
Peers · 
Strouken · 
Verbeken ·
Wampers · 
Willems ·
Windels · 
Wynants · 
Corvers (stagiair) ·
Thijs (stagiair)
Biets · 
Bouillon ·
Coppens ·
Corvers ·
Dauwe ·  
De Muynck ·   
Dexters ·
Eeckhout ·
Enthoven ·
Evenepoel ·
Feys ·
Goessens ·
Haghedooren ·
Heynderickx ·
In 't Ven · 
Lapage ·
Lodge ·
Nottebart ·  
Peers · 
Redant ·
Stumpf · 
Thijs · 
Van Brabant · 
Van Itterbeeck ·
Verbeken ·
Verstrepen · 
Willems